# Alexandriai Szent Katalin
Alexandriai Katalin vagy egyházi nevén Alexandriai Szent Katalin (282 körül – 305) bizonyos keresztény hagyomány alapján alexandriai szűz és vértanú, aki Maximinus Daia római császár idejében élt.
Történetét és alakját a mai kutatók nem tekintik valóságnak. Egyesek úgy vélik, hogy Katalin legendája valószínűleg Alexandriai Dorottya († 320) szűz és Hüpatia filozófus életén és meggyilkolásán alapul.

## Élete
A legenda szerint királyi családból származott. Amikor Maximinus római császár Alexandriába érkezett, mindenkinek megparancsolta, hogy áldozzon a pogány vallás bálványainak. A 18 éves Katalin ekkor a templomba sietett, hogy az áldozattól visszatartsa a keresztényeket. Elfogták, a császár elé vitték, akit a Szent kereszt üdvözítő erejére figyelmeztetett, aki erre összegyűjtötte 50 filozófusát, hogy győzzék meg a leányt, de Szent Mihály arkangyal olyan erőt adott neki, hogy megtérítette a bölcseket is, akiket a császár ezután tűzhalálra ítélt. Ezután gazdagsággal és házassággal csábította Katalint a börtönben Porphyrius hivatalnokával, aki a lány hatására 200 katonával együtt megtért. Erre a császár késes kerekekkel akarta szétszaggattatni, de a kerekek oly erővel törtek szét, hogy sok ott álló katonát megöltek. Ekkor a császárné lépett közbe a megmentéséért, és kereszténynek vallotta magát, őt is lefejezték, sőt Porphyriust is kivégezték a 200 katonával együtt. Végül Katalint fővesztésre ítélték. Halála előtt imádkozott azokért, akik majd közbenjárását kérik és Isten válaszolt neki a felhőből, hogy kérése teljesül. Amikor lefejezték, testéből vér helyett tej folyt. Holttestét angyalok vitték a Sínai-hegyre, ahol a sírjából szivárgó tej és olaj minden betegséget meggyógyított. 305. november 24-én vagy 25-én halt meg. Emléknapja november 25. A magasabb iskolák, a filozófia és a filozófusok, ügyvédek, a könyvtárak, a könyvtárosok és a nyomdászok, a kerékgyártók, a tanuló lányok, a fiatal diákok és nők, dajkák védőszentje.

## Emlékezete Magyarországon

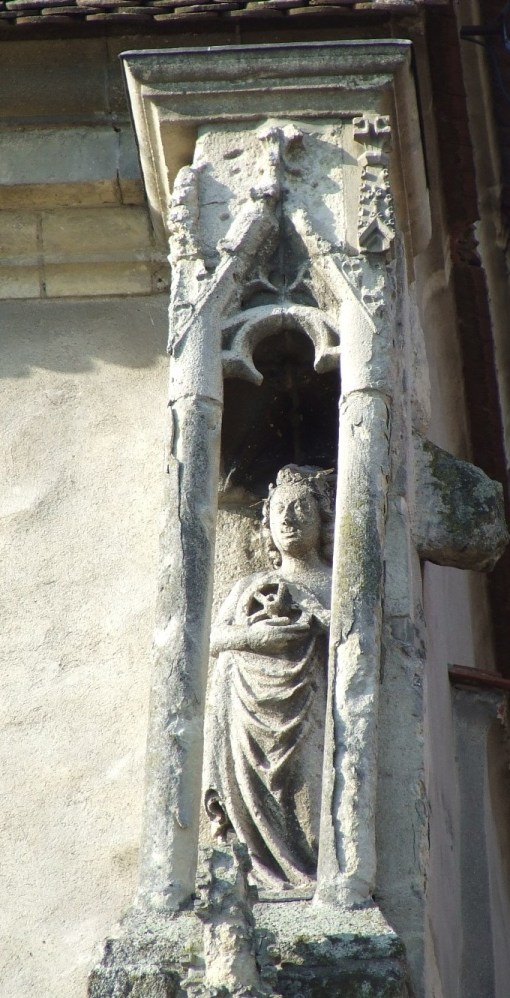
Alexandriai Szent Katalin a szászsebesi evangélikus templom külső pillérén

- Alexandriai szent Katalin verses legendája, ugyanazon szentnek két kisebb prózai életével együtt. Kiadta Toldy Ferenc, egy régi irat hasonmásával (Pest, 1858).
- Temesvári Pelbártnak tulajdonítják legendája első magyar nyelvű kiadását.

## Neki szentelt templomok Magyarországon
- Alexandriai Szent Katalin-plébánia (3321 Egerbakta, Bátori út 1.)
- Tabáni Alexandriai Szent Katalin-plébánia (1013 Budapest, Attila út 11.)
- Alexandriai Szent Katalin-plébánia (6771 Szeged-Szőreg, Szerb u. 16.)
- Alexandriai Szent Katalin-plébánia (8052 Fehérvárcsurgó, Kossuth L. u. 1.)
- Dági Alexandriai Szent Katalin-plébánia (2522 Dág, Ady Endre u. 1.)
- Alexandriai Szent Katalin bencés plébánia (9089 Lázi, Kossuth L. u. 4.)
- Alexandriai Szent Katalin Ispotály és Kápolna (3896 Telkibánya, Hegyi út 1.)